# Saison 1920-1921 des Sénateurs d'Ottawa
Autres saisons
Saison précédente Saison suivante
La saison 1920-1921 de hockey sur glace est la trente-sixième à laquelle participent les Sénateurs d'Ottawa.

## Classement

### 1redemie
|                         | PJ | V | D  | N | Pts | BP | BC |
| ----------------------- | -- | - | -- | - | --- | -- | -- |
| Sénateurs d'Ottawa      | 12 | 9 | 3  | 0 | 18  | 59 | 23 |
| Canadiens de Montréal   | 12 | 8 | 4  | 0 | 16  | 62 | 51 |
| St. Patricks de Toronto | 12 | 5 | 7  | 0 | 10  | 52 | 62 |
| Bulldogs de Québec      | 12 | 2 | 10 | 0 | 4   | 44 | 81 |

### 2edemie
|                         | PJ | V  | D  | N | Pts | BP | BC |
| ----------------------- | -- | -- | -- | - | --- | -- | -- |
| Sénateurs d'Ottawa      | 12 | 10 | 2  | 0 | 20  | 62 | 41 |
| St. Patricks de Toronto | 12 | 7  | 5  | 0 | 14  | 67 | 44 |
| Canadiens de Montréal   | 12 | 5  | 7  | 0 | 10  | 67 | 62 |
| Bulldogs de Québec      | 12 | 2  | 10 | 0 | 4   | 47 | 96 |

## Meilleurs pointeurs
| Nom           | PJ | B  | A | Pts | Pun |
| ------------- | -- | -- | - | --- | --- |
| Cy Denneny    | 24 | 34 | 5 | 39  | 10  |
| Frank Nighbor | 24 | 18 | 3 | 21  | 10  |
| Jack Darragh  | 24 | 11 | 8 | 19  | 20  |
| Buck Boucher  | 23 | 12 | 5 | 17  | 43  |
| Eddie Gerard  | 24 | 11 | 4 | 15  | 18  |

## Saison régulière

### 1reDemie

#### Décembre
| No | Date        | Visiteur                | Score | Domicile                | Fiche |
| -- | ----------- | ----------------------- | ----- | ----------------------- | ----- |
| 1  | 22 décembre | St. Patricks de Toronto | 3-6   | Sénateurs d'Ottawa      | 1-0-0 |
| 2  | 27 décembre | Tigers de Hamilton      | 1-3   | Sénateurs d'Ottawa      | 2-0-0 |
| 3  | 29 décembre | Sénateurs d'Ottawa      | 8-1   | St. Patricks de Toronto | 3-0-0 |

#### Janvier
| No | Date       | Visiteur                | Score | Domicile                | Fiche |
| -- | ---------- | ----------------------- | ----- | ----------------------- | ----- |
| 4  | 3 janvier  | Canadiens de Montréal   | 2-8   | Sénateurs d'Ottawa      | 4-0-0 |
| 5  | 6 janvier  | Sénateurs d'Ottawa      | 5-1   | Tigers de Hamilton      | 5-0-0 |
| 6  | 8 janvier  | Sénateurs d'Ottawa      | 4-5   | Canadiens de Montréal   | 5-1-0 |
| 7  | 12 janvier | Canadiens de Montréal   | 0-2   | Sénateurs d'Ottawa      | 6-1-0 |
| 8  | 15 janvier | Sénateurs d'Ottawa      | 5-2   | St. Patricks de Toronto | 7-1-0 |
| 9  | 19 janvier | Tigers de Hamilton      | 3-4   | Sénateurs d'Ottawa      | 8-1-0 |
| 10 | 22 janvier | St. Patricks de Toronto | 5-4   | Sénateurs d'Ottawa      | 8-2-0 |

### 2edemie

#### Janvier
| No | Date       | Visiteur           | Score | Domicile              | Fiche |
| -- | ---------- | ------------------ | ----- | --------------------- | ----- |
| 11 | 26 janvier | Sénateurs d'Ottawa | 3-5   | Canadiens de Montréal | 8-3-0 |
| 12 | 29 janvier | Sénateurs d'Ottawa | 2-1   | Tigers de Hamilton    | 9-3-0 |

#### Février
| No | Date       | Visiteur                | Score | Domicile                | Fiche  |
| -- | ---------- | ----------------------- | ----- | ----------------------- | ------ |
| 13 | 2 février  | St. Patricks de Toronto | 3-4   | Sénateurs d'Ottawa      | 10-3-0 |
| 14 | 5 février  | Sénateurs d'Ottawa      | 7-3   | Tigers de Hamilton      | 11-3-0 |
| 15 | 9 février  | Tigers de Hamilton      | 4-7   | Sénateurs d'Ottawa      | 12-3-0 |
| 16 | 12 février | Canadiens de Montréal   | 3-1   | Sénateurs d'Ottawa      | 12-4-0 |
| 17 | 16 février | Sénateurs d'Ottawa      | 3-4   | St. Patricks de Toronto | 12-5-0 |
| 18 | 19 février | Sénateurs d'Ottawa      | 1-8   | Canadiens de Montréal   | 12-6-0 |
| 19 | 23 février | Canadiens de Montréal   | 3-1   | Sénateurs d'Ottawa      | 12-7-0 |
| 20 | 26 février | Sénateurs d'Ottawa      | 2-4   | St. Patricks de Toronto | 12-8-0 |
| 21 | 28 février | Sénateurs d'Ottawa      | 2-6   | Tigers de Hamilton      | 12-9-0 |

#### Mars
| No | Date   | Visiteur                | Score | Domicile              | Fiche   |
| -- | ------ | ----------------------- | ----- | --------------------- | ------- |
| 22 | 2 mars | St. Patricks de Toronto | 3-2   | Sénateurs d'Ottawa    | 12-10-0 |
| 23 | 5 mars | Sénateurs d'Ottawa      | 1-0   | Canadiens de Montréal | 13-10-0 |
| 24 | 7 mars | Tigers de Hamilton      | 5-12  | Sénateurs d'Ottawa    | 14-10-0 |

## Joueur

### Gardien de but
- Clint Benedict

### Défenseur
- George Boucher

- Morley Bruce

- Sprague Cleghorn

- Eddie Gerard

- Jack MacKell

### Attaquants
- Frank Nighbor

- Harry Broadbent

- Jack Darragh

- Cy Denneny

- Leth Graham